# Turnhalle Ludwig-Jahn-Straße 6

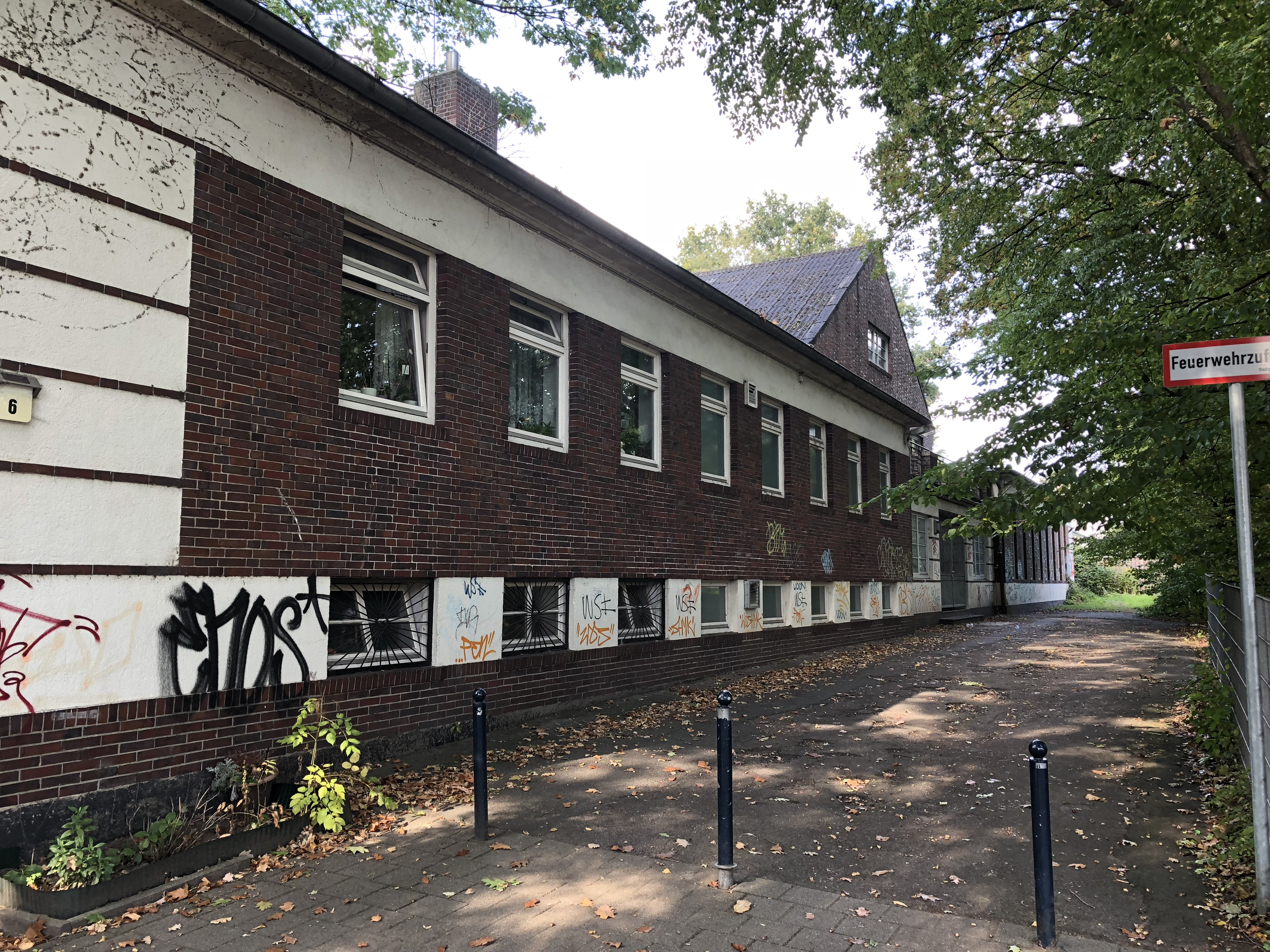
Turnhalle Ludwig-Jahn-Straße 6, Ostseite

Die Turnhalle Ludwig-Jahn-Straße 6 befindet sich in Bremen, Stadtteil Vegesack, Ortsteil Fähr-Lobbendorf, Ludwig-Jahn-Straße 6. Sie entstand 1928/29 nach Plänen von Johann Meyer aus Fähr. Das Gebäude steht seit 2013 unter Bremer Denkmalschutz.

## Geschichte

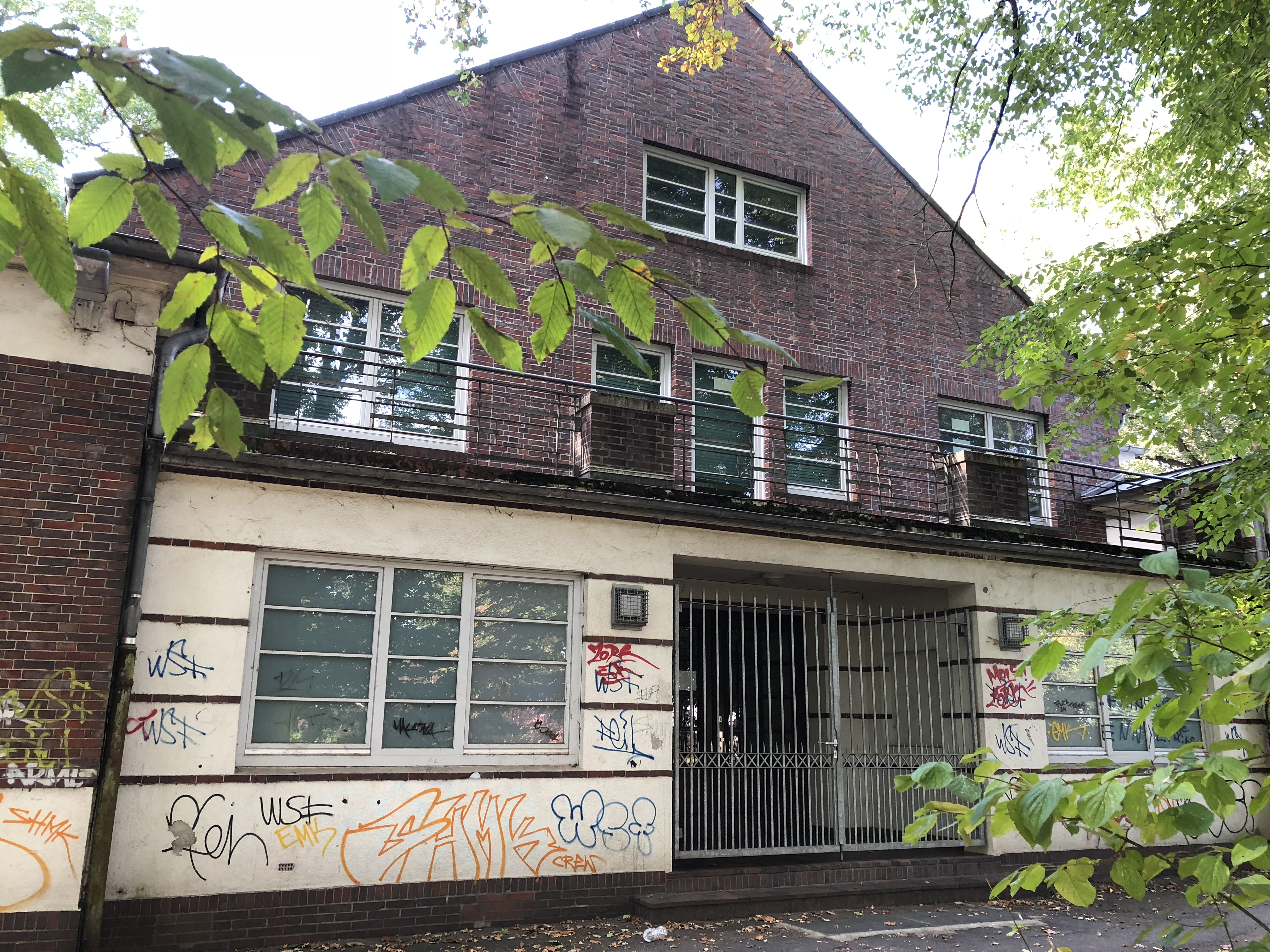
Ostseite, Eingangsbereich

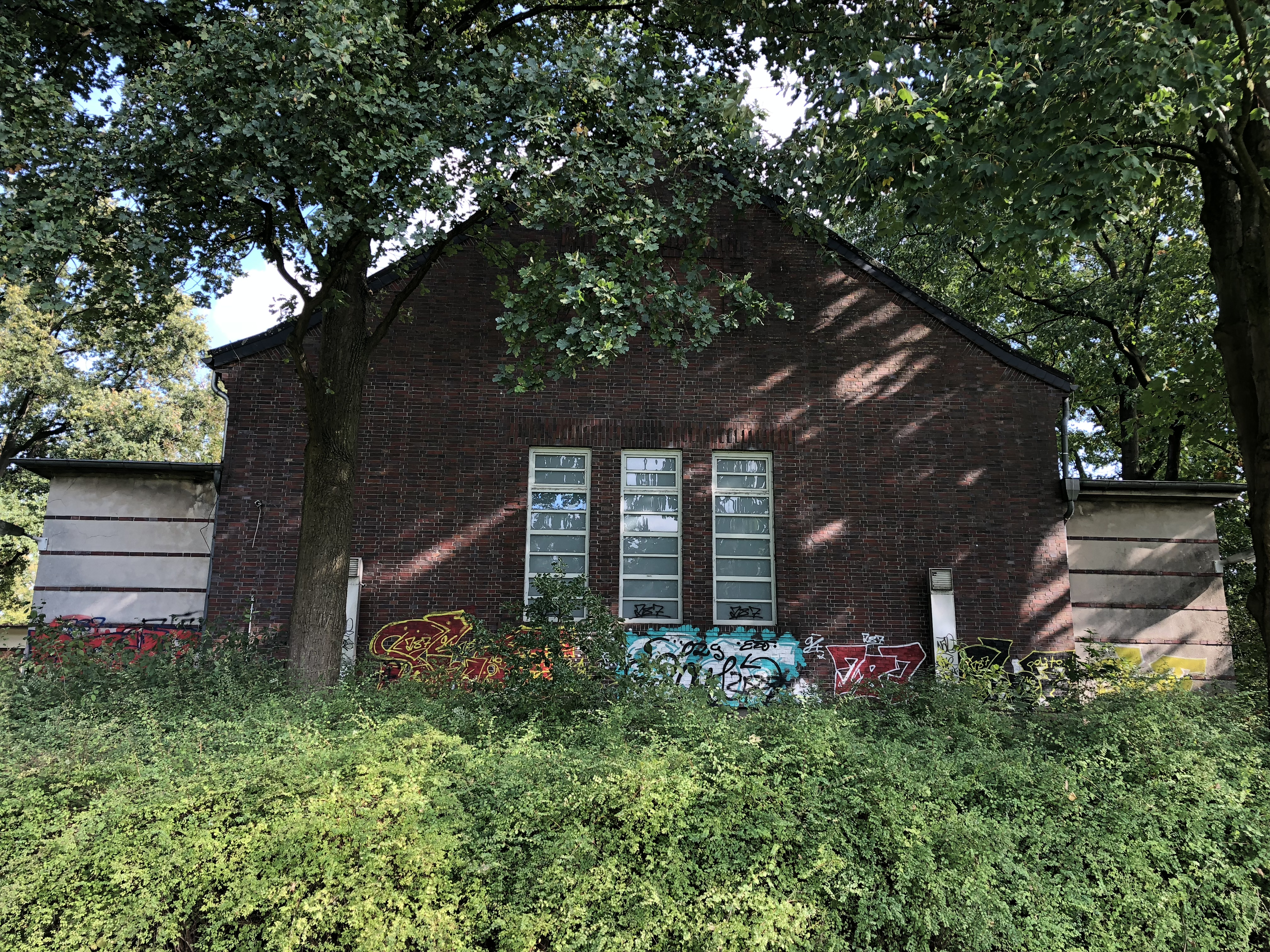
Westseite

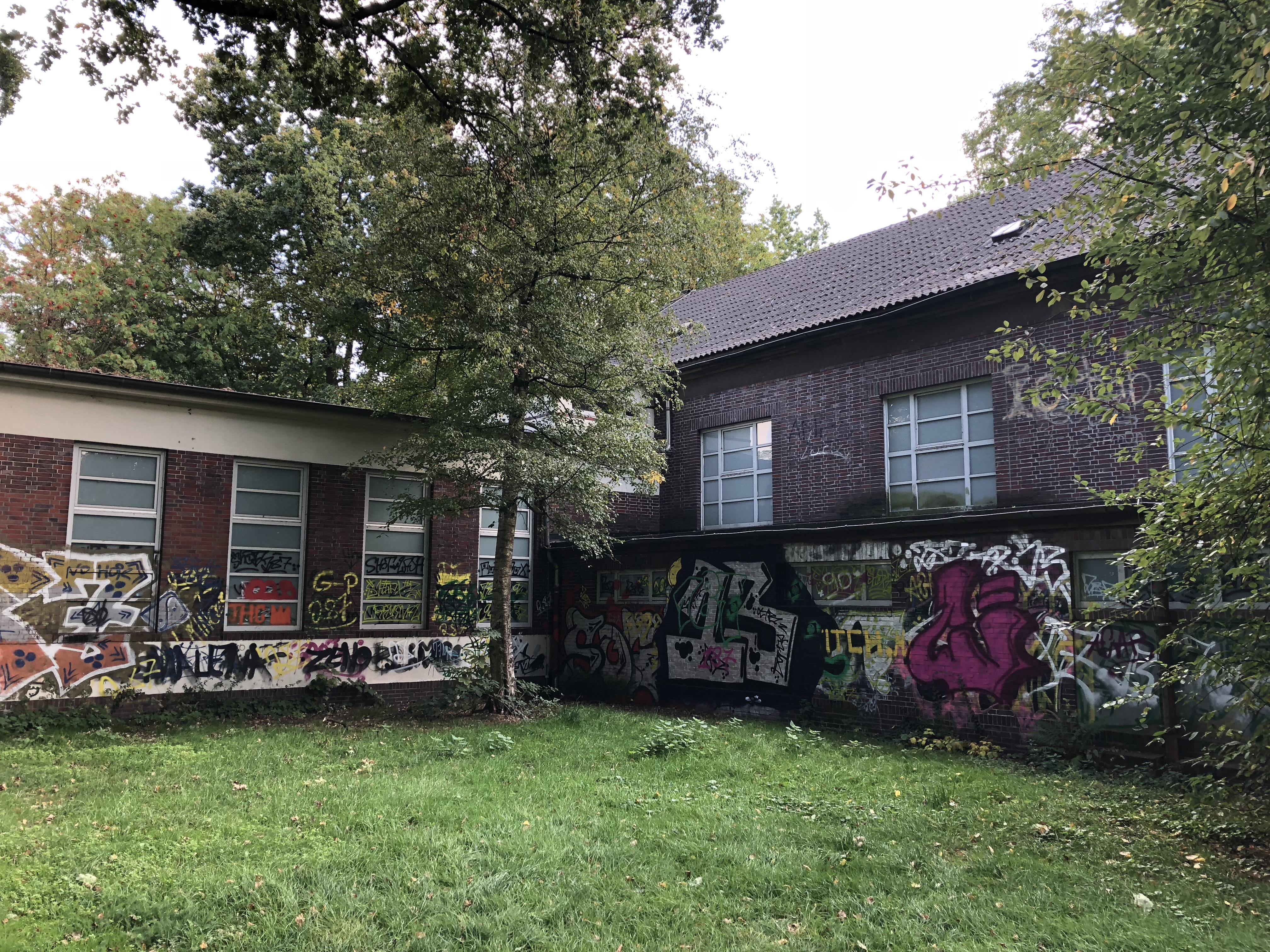
Nordwestseite

Bis 1928 hatten die fünf Volksschulen in der damals noch preußischen Gemeinde Aumund nur eine Turnhalle (heute Fröbelstraße 52). In Aumund wohnten um diese Zeit rund 10.000 Einwohner. Am zentralen Sportplatz südlich der Schillerschule, damals an der Werftstraße, heute Ludwig-Jahn-Straße wurde eine weitere Halle geplant.
Die eingeschossige, teils verklinkerte Halle mit einem Satteldach wurde 1928/29 in der Zwischenkriegszeit für die Gemeinde Aumund im modernen zeittypischen Stil der Gewerkschaftsbewegung gebaut. Mit einer Reihe von Nebenräumen konnten neben dem Sport auch kulturelle und gesellschaftliche Veranstaltungen durchgeführt werden. Die Bauhütte Vegesack und Umgebung übernahm die Bauausführung. Sie bestand aus unterschiedlichen Gewerkschaftlern. Gartenarchitekt Christian Roselius soll die Außenanlage geplant haben.
Das Landesamt für Denkmalpflege Bremen befand: „Die Turnhalle in der Ludwig-Jahn-Straße ist in erster Linie ein wichtiges zeittypisches sozialgeschichtliches Zeugnis...[Sie] steht exemplarisch für die allgemeine Sportbegeisterung der 1920er Jahre... [Sie ist] ein anschauliches bauliches Zeugnis des Arbeitersports ...Die... Halle Aumund [kam] der Idee des ‚Volkshauses‘ sehr nahe.“
2018 wurde die Halle und Nebenräume mit 1103 m² Nutzfläche – trotz des sehr schlechten Gebäudezustands – durch die Grundschule Fährer Flur und Vereine genutzt.
Bremen hat im Gebäudesanierungsprogramm 2021 für die energetische Sanierung der denkmalgeschützten Turnhalle 3,2 Millionen Euro eingeplant.